# 徐放鸣
徐放鸣，内蒙古赤峰人，曾任中华人民共和国财政部金融司司长，由于接受法国巴黎银行10万美元贿赂而被判处无期徒刑。